# 江戸小路 (柳川市)

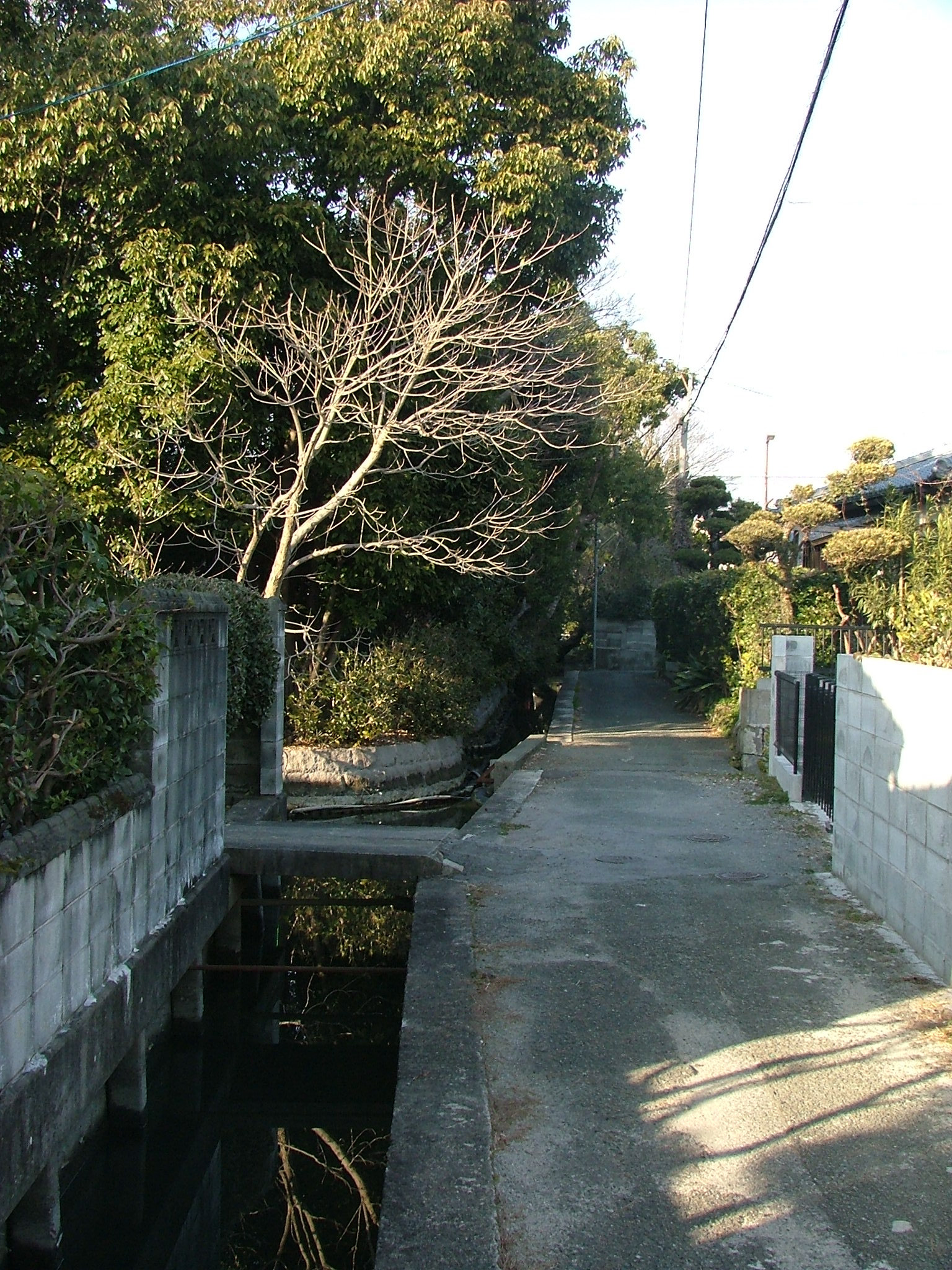
江戸小路（左奥の樹木は旧戸島邸の庭園裏側）

江戸小路（えどこうじ）は、福岡県柳川市にある通り及びそれ沿いの地区の江戸末期から明治初期までの名称で、現在の通称。江戸時代は、侍町。現在の同市鬼童町（おんどうまち）にある。柳川城の西側外堀の西岸沿いにある鬼童小路の西側に位置し、旧竹門の北約70メートルで鬼童小路から西に分岐し、曲折しながら北上、約350メートル北の地点で再び鬼童小路に合流する。

## 歴史

### 成り立ち
文久2年（1862年）、文久の改革の一環として、それまで1年ごとに江戸と各藩を行き来していた参勤交代制度が、3年に1回、100日間だけ江戸に行けばいいようになるとともに、藩主の子女も願い出れば帰国してよいことになったため、各藩は、軒並み江戸屋敷の人員を縮小し、藩主がいない間は留守番の藩士を置くだけになった。柳川藩も例外ではなく、江戸屋敷を縮小し、多くの江戸定府（藩主の参勤交代と共に柳川に帰る「江戸詰め」とは異なり、江戸に定住する藩士）が江戸から柳川に戻ってきたため、当時ほとんど屋敷のなかった鬼童小路の裏、端地村（はたちむら）内に屋敷を建てて住むことになり、江戸小路が成立した。江戸帰りの藩士が住んだので、江戸小路と呼ばれるようになったものである。

### 明治
明治6年（1873年）、鬼童小路と合併し、鬼童町となった。

## 潮入池泉庭園
柳川は、柳川城の堀割が外堀の内と外に網の目のように張り巡らされていることから「水郷」と呼ばれているが、この堀割の水を引いて池としたり、堀割の流れそのものを池と見なしたりする庭園が、かつては外堀の内外に多数存在した。特に江戸小路には、このような堀割と一体となる水系をなす池泉を持つ庭園が現在も数軒残っており、『柳川百選』にも選ばれている。国の名勝に指定されている旧戸島邸は、その代表的なものである。柳川の堀割は、有明海の干満の影響を受ける感潮堀（海水が水門から遡上することはない。）のため、堀の水を引いた池は、全て水位が変化する潮入（汐入）の庭となっている。江戸時代には、江戸下町、特に諸大名の下屋敷で潮入の庭が流行していたことから、江戸小路に住んだ江戸定府帰りが好んでこのような庭を作ったと見られている。
しかし、近年、上流のダム建設による堀割の水量減少、水質汚濁、所有者の高齢化で手入れが行き届かない等の原因により、庭園の規模が縮小したり、庭園そのものが消失したりしてきている。